# Juniorvärldsmästerskapen i skidskytte 2011
Juniorvärldsmästerskapen i skidskytte 2011 avgjordes mellan den 29 januari och 5 februari 2011 i Nové Město, Tjeckien.

## Medaljligan
| Placering | Nation    | Guld | Silver | Brons | Totalt |
| 1         | Ryssland  | 7    | 5      | 5     | 17     |
| 2         | Tyskland  | 3    | 3      | 3     | 9      |
| 3         | Italien   | 3    | 2      | 0     | 5      |
| 4         | Frankrike | 1    | 3      | 3     | 7      |
| 5         | Norge     | 1    | 2      | 2     | 5      |
| 6         | Belarus   | 1    | 0      | 0     | 1      |
| 7         | Ukraina   | 0    | 1      | 0     | 1      |
| 8         | Kazakstan | 0    | 0      | 1     | 1      |
| 8         | Sverige   | 0    | 0      | 1     | 1      |
| 8         | Österrike | 0    | 0      | 1     | 1      |

## Damer

### Flickor
| Pl. | Namn                  |
| --- | --------------------- |
| 1   | Jekaterina Zubova     |
| 2   | Anais Chevalier       |
| 3   | Jelena Badanina       |
| 4   | Desislava Stojanova   |
| 5   | Aksana Sjymanovitj    |
| 6   | Viktorija Perminova   |
| 7   | Julija Bryhynets      |
| 8   | Anastasija Michajlova |
| 9   | Chardine Sloof        |
| 10  | Manon Contin          |

| Pl. | Namn                |
| --- | ------------------- |
| 1   | Jekaterina Zubova   |
| 2   | Anais Chevalier     |
| 3   | Jelena Badanina     |
| 4   | Aksana Sjymanovitj  |
| 5   | Chardine Sloof      |
| 6   | Irina Varvynets     |
| 7   | Desislava Stojanova |
| 8   | Julija Bryhynets    |
| 9   | Galina Visjnevskaja |
| 10  | Kristina Parpalak   |

| Pl. | Namn                |
| --- | ------------------- |
| 1   | Thekla Brun-Lie     |
| 2   | Jelena Badanina     |
| 3   | Galina Visjnevskaja |
| 4   | Viktorija Perminova |
| 5   | Irina Varvynets     |
| 6   | Coline Varcin       |
| 7   | Anais Chevalier     |
| 8   | Julija Bryhynets    |
| 9   | Paulina Fialkova    |
| 10  | Nikola Hurajtová    |

| Pl. | Nation                                                        |
| --- | ------------------------------------------------------------- |
| 1   | RysslandJelena Badanina Viktorija Perminova Jekaterina Zubova |
| 2   | UkrainaJulija Bryhynets Anastasija Merkusjyna Irina Varvynets |
| 3   | FrankrikeManon Contin Coline Varcin Anais Chevalier           |
| 4   | EstlandJohanna Talihärm Grete Gaim Daria Jurlova              |
| 5   | BelarusMarjia Tjelatjova Marjia Kolesen Aksana Sjymanovitj    |

### Damjuniorer
| Pl. | Namn               |
| --- | ------------------ |
| 1   | Dorothea Wierer    |
| 2   | Aleksandra Alikina |
| 3   | Ingela Andersson   |
| 4   | Larisa Nadejeva    |
| 5   | Ane Skrove Nossum  |
| 6   | Alexia Runggaldier |
| 7   | Florie Vigneron    |
| 8   | Monika Hojnisz     |
| 9   | Bente Landheim     |
| 10  | Enora Latuilliere  |

| Pl. | Namn               |
| --- | ------------------ |
| 1   | Dorothea Wierer    |
| 2   | Aleksandra Alikina |
| 3   | Laura Dahlmeier    |
| 4   | Olga Galitj        |
| 5   | Tiril Eckhoff      |
| 6   | Bente Landheim     |
| 7   | Ane Skrove Nossum  |
| 8   | Alexia Runggaldier |
| 9   | Carolin Leunig     |
| 10  | Birgit Riesle      |

| Pl. | Namn               |
| --- | ------------------ |
| 1   | Dorothea Wierer    |
| 2   | Olga Galitj        |
| 3   | Florie Vigneron    |
| 4   | Julija Dzjyma      |
| 5   | Svetlana Perminova |
| 6   | Carolin Leunig     |
| 7   | Elisa Gasparin     |
| 8   | Tiril Eckhoff      |
| 9   | Marte Olsbu        |
| 10  | Bente Landheim     |

| Pl. | Nation                                                    |
| --- | --------------------------------------------------------- |
| 1   | RysslandAleksandra Alikina Svetlana Perminova Olga Galich |
| 2   | ItalienAlexia Runggaldier Nicole Gontier Dorothea Wierer  |
| 3   | TysklandLaura Dahlmeier Birgit Riesle Carolin Leunig      |
| 4   | NorgeAne Skrove Nossum Tiril Eckhoff Thekla Brun-Lie      |
| 5   | UkrainaJulia Polesjtjykova Tatjana Tratjuk Julija Dzjyma  |

## Herrar

### Pojkar
| Pl. | Namn                       |
| --- | -------------------------- |
| 1   | Maxim Tsvetkov             |
| 2   | Vetle Sjastad Christiansen |
| 3   | Alexandr Loginov           |
| 4   | Alexandr Tjernisjov        |
| 5   | Steffen Bartscher          |
| 6   | Aliaksandr Martjanka       |
| 7   | Michal Sima                |
| 8   | Erling Aalvik              |
| 9   | Dimitr Gerdjikov           |
| 10  | Fabian Hörl                |

| Pl. | Namn                       |
| --- | -------------------------- |
| 1   | Maxim Tsvetkov             |
| 2   | Vetle Sjastad Christiansen |
| 3   | Alexandr Loginov           |
| 4   | Steffen Bartscher          |
| 5   | Alexandr Tjernisjov        |
| 6   | Erling Aalvik              |
| 7   | Aliaksandr Martjanka       |
| 8   | Thomas Haumer              |
| 9   | Maikol Demetz              |
| 10  | Pavel Hantjaru             |

| Pl. | Namn                       |
| --- | -------------------------- |
| 1   | Pavel Hantjaru             |
| 2   | Steffen Bartscher          |
| 3   | Vetle Sjastad Christiansen |
| 4   | Jeremy Finello             |
| 5   | Maxim Tsvetkov             |
| 6   | Jan Treier                 |
| 7   | Vadim Ivanov               |
| 8   | Pavel Zakurdajev           |
| 9   | Alexandr Loginov           |
| 10  | Martin Maier               |

| Pl. | Nation                                                       |
| --- | ------------------------------------------------------------ |
| 1   | RysslandAleksandr Loginov Alexandr Tjernisjov Maxim Tsvetkov |
| 2   | ItalienBenjamin Plaickner Thierry Chenal Maikol Demetz       |
| 3   | ÖsterrikeAlexander Jakob Thomas Haumer Fabian Hörl           |
| 4   | TjeckienMatej Krupcik Lukas Dostal Jakub Krejcir             |
| 5   | BelarusPavel Hantjaru Andrej Puchuski Aliaksandr Martjanka   |

### Herrjuniorer
| Pl. | Namn                |
| --- | ------------------- |
| 1   | Tom Barth           |
| 2   | Johannes Kühn       |
| 3   | Ludwig Ehrhart      |
| 4   | Ahti Toivanen       |
| 5   | Serafin Wiestner    |
| 6   | Erlend Bjøntegaard  |
| 7   | Simon Desthieux     |
| 8   | Tomas Kaukenas      |
| 9   | Henrik Forsberg     |
| 10  | Aliaksandr Darozjka |

| Pl. | Namn               |
| --- | ------------------ |
| 1   | Johannes Kühn      |
| 2   | Ludwig Ehrhart     |
| 3   | Tom Barth          |
| 4   | Erlend Bjøntegaard |
| 5   | Simon Desthieux    |
| 6   | Vjatjeslav Akimov  |
| 7   | Dmtrij Djuzjev     |
| 8   | Nikolaj Jakusjov   |
| 9   | Benedikt Doll      |
| 10  | Serafin Wiestner   |

| Pl. | Namn               |
| --- | ------------------ |
| 1   | Simon Desthieux    |
| 2   | Benedikt Doll      |
| 3   | Nikolaj Jakusjov   |
| 4   | Ivan Krjukov       |
| 5   | Henrik Forsberg    |
| 6   | Erlend Bjøntegaard |
| 7   | Ahti Toivanen      |
| 8   | Ludwig Ehrhart     |
| 9   | Scott Gow          |
| 10  | Lorenz Wäger       |

| Pl. | Nation                                                                                         |
| --- | ---------------------------------------------------------------------------------------------- |
| 1   | TysklandSteffen Bartscher Benedikt Doll Johannes Kühn Tom Barth                                |
| 2   | RysslandNikolaj Yakushov Aleksandr Petjenkin Ivan Krjukov Dmtrij Djuzjev                       |
| 3   | NorgeErlend Bjøntegaard Erling Aalvik Kristoffer Langoeien Skjelvik Vetle Sjastad Christiansen |
| 4   | FinlandSami Orpana Jori Rantahakala Ahti Toivanen Mikko Repo                                   |
| 5   | FrankrikeFlorent Claude Baptiste Jouty Simon Desthieux Ludwig Ehrhart                          |